# Apeadero de Pereirinhas
El Apeadero de Pereirinhas es una plataforma ferroviaria de la Línea de Guimarães, que sirve a la localidad de Pereirinhas, en el ayuntamiento de Guimarães, en Portugal.

## Historia

### Inauguración
Este apeadero se encuentra en el tramo de la Línea de Guimarães entre las Estaciones de Trofa y Vizela, que abrió a la explotación el 31 de diciembre de 1883, por la Compañía del Ferrocarril de Guimarães.